# Opius altaiensis
Opius altaiensis är en stekelart som beskrevs av Fischer 1971. Opius altaiensis ingår i släktet Opius och familjen bracksteklar. Inga underarter finns listade i Catalogue of Life.